# Йиръю
Йиръю (устар. Иръю, Ирь-Ю) — река в России, протекает по Республике Коми. Устье реки находится в 83 км по правому берегу реки Пожег. Длина реки составляет 34 км.
Основные притоки: Некрасов-Веськыд и Ягвеськыд.

## Данные водного реестра
По данным государственного водного реестра России относится к Двинско-Печорскому бассейновому округу, водохозяйственный участок реки — Вычегда от города Сыктывкар и до устья, речной подбассейн реки — Вычегда. Речной бассейн реки — Северная Двина.
Код объекта в государственном водном реестре — 03020200212103000022378.